# Rinard (Iowa)
Rinard es una ciudad ubicada en el condado de Calhoun en el estado estadounidense de Iowa. En el Censo de 2010 tenía una población de 52 habitantes y una densidad poblacional de 20,08 personas por km².

## Geografía
Rinard se encuentra ubicada en las coordenadas 42°20′23″N 94°29′6″O / 42.33972, -94.48500. Según la Oficina del Censo de los Estados Unidos, Rinard tiene una superficie total de 2.59 km², de la cual 2.59 km² corresponden a tierra firme y (0%) 0 km² es agua.

## Demografía
Según el censo de 2010, había 52 personas residiendo en Rinard. La densidad de población era de 20,08 hab./km². De los 52 habitantes, Rinard estaba compuesto por el 100% blancos, el 0% eran afroamericanos, el 0% eran amerindios, el 0% eran asiáticos, el 0% eran isleños del Pacífico, el 0% eran de otras razas y el 0% pertenecían a dos o más razas. Del total de la población el 0% eran hispanos o latinos de cualquier raza.